# Myrilla similis
Myrilla similis är en insektsart som beskrevs av Schmidt 1911. Myrilla similis ingår i släktet Myrilla och familjen lyktstritar. Inga underarter finns listade i Catalogue of Life.